# 자기녹음
자기녹음(磁氣錄音)는 음성의 마이크로폰으로 전류로 바꾸어 이것을 자석에 감은 코일에 흘려서 가까이에 둔 자성체에 자화의 변화로서 기록하는 것을 자기녹음라고 말한다. 자기녹음의 처음 시초된 것은 1898년에 덴마크의 발데마르 포울센에 의해서인데 실용된 것은 1930년대의 후반의 일이다. 다루기 쉬운 점에서 뒤에서 설명하는 토키의 광학녹음·레코드의 원반녹음과 더불어 발전하고, 현재는 이들보다도 널리 쓰이고 있다. 처음에는 자성체로서 피아노선이 사용되었으나 제2차 세계대전 후에는 자기테이프로 바뀌었다.

## 자기녹음의 원리
녹음용의 자성체에 밀착시켜 작은 틈이 있는 자심을 두었다. 이 자심에는 코일이 감겨 있으며, 거기에 녹음하려는 신호전류를 흘린다. 이 자심을 녹음헤드라고 하며, 녹음헤드를 흐르는 전류로 자성체는 자화된다. 이때 자화되는 폭은 헤드의 틈의 폭과 거의 같다 그러나 일반적으로 가한 자장의 세기 H와 그에 의하여 자화된 자장의 세기 B의 관계는 직선이 아니고 -52의 c와 같은 곡선으로 된다. 따라서 전류가 정현파라도 녹음파형은 정현파로 되지 않는다. 여기서 신호전류와 함께 직선전류를 흘려서 H0라는 자장을 가하여 자화곡선의 직선 부분에서 동작시키면 녹음파형과 신호파형을 일치시킬 수가 있다. 이와 같이 동작의 기점을 벗어나게 하는 것을 바이어스를 건다고 하며, 이 경우 바이어스를 거는데 직류와 전류를 쓰고, 직류 바이어스법이라고 부른다. 이에 따라서 -52의 d와 같이 신호전류와 함께 30-100kHz의 고주파전류를 흘려 주는 방법을 교류 바이어스법이라고 한다. 이 경우는 신호전류가 양극인 반사이클 동안은 그림의 P1Q1 사이의 직선 부분에서 동작하고 음극인 반사이클 동안은 P2Q2의 직선 부분에서 동작한다. 1938년에 일본에서 발명된 것으로 신호가 없는 때의 바이어스전류에 의한 전류자기가 적고 잡음도 적다는 특징이 있다. 이 때문에 현재는 대부분의 테이프 리코더가 쓰였다. 

## 자기녹음의 재생과 소거
녹음된 자성체를 재생헤드에 접촉시키면서 이동시키면 자성체의 표면의 자속이 재생헤드의 코일과 교좌하여 코일에 기전력을 발생한다. 스피커를 울리면 음이 재생된다. 이 경우 녹음 테이프는 녹음할 때와 같은 속도로 주행시키지 않으면 안된다고 속도를 일정하게 해도 헤드의 기전력은 신호전류의 주파수에 비례하므로 저주파에서의 출력이 작아진다. 따라서 증폭기에는 이것을 보상하는 주파수 특성을 갖게 한다. 또한 스위치의 전환으로 녹음헤드가 그대로 재생헤드를 겸용하는 경우가 많다. 소거헤드에는 30~80kHz의 고주파전류를 흘려 둔다. 헤드에 접촉시키면서 테이프를 이동시키면 자화상태가 점차 약해져서 결국에는 소거되어 버리고 만다. 